# Desire Walks On
Desire Walks On è l'undicesimo album discografico in studio del gruppo musicale rock statunitense Heart, pubblicato nel 1993.

## Tracce
1. Desire - 0:18
2. Black on Black II - 3:51
3. Back to Avalon - 3:40
4. The Woman in Me - 4:00
5. Rage - 5:01
6. In Walks the Night - 6:01
7. My Crazy Head - 4:31
8. Ring Them Bells - 3:49 feat. Layne Staley (Alice in Chains)
9. Will You Be There (In the Morning) - 4:29
10. Voodoo Doll - 4:52
11. Anything Is Possible- 5:00
12. Avalon (Reprise) - 0:31
13. Desire Walks On - 5:06
14. La Mujer Que Hay en Mi - 4:02
15. Te Quedaras (En La Mañana) - 4:40

## Gruppo
- Ann Wilson - voce, piano
- Nancy Wilson - chitarre, voce, cori
- Howard Leese - chitarre, cori, basso
- Denny Carmassi - batteria, percussioni